# Pleurospermum lacicum
Pleurospermum lacicum är en flockblommig växtart som beskrevs av Carl Georg Oscar Drude. Pleurospermum lacicum ingår i släktet piplokor, och familjen flockblommiga växter. Inga underarter finns listade i Catalogue of Life.